# Long Beach, Kalifornija
Long Beach je mesto v južni Kaliforniji, ZDA. Leži ob obali Tihega oceana 32 km južno od središča Los Angelesa in je del širšega velemestnega območja, ki šteje skoraj 13 milijonov prebivalcev. Samo mesto Long Beach ima po ocenah za leto 2008 malo manj od pol milijona prebivalcev in je peto največje v Kaliforniji ter 37. največje v ZDA.
Pristanišče Long Beach (Port of Long Beach) je drugo najprometnejše pristanišče v ZDA in eno najprometnejših na svetu. Poleg tega ima mesto zelo razvito naftno industrijo, saj leži na nahajališčih nafte. Pomembne so tudi letalska industrija, industrija avtomobilskih delov, industrija elektronske in avdiovizualne opreme ter pohištvena industrija. 

## Pobratena mesta
Long Beach je uradno pobraten z osmimi mesti:
- Bacolod, Filipini
- Manta, Ekvador
- Phnom Penh, Kambodža
- Qingdao, Kitajska
- Soči, Rusija
- Jokaiči, Japonska
- Izmir, Turčija
- Mombasa, Kenija